# Церква Архангела Михаїла (Смільник)
Церква Архангела Михаїла у Смільнику — православна церква, потім греко-католицька церква в Смільнику. Із 1974 р. філіальний римо-католицький костел. Парафія Успіння Пресвятої Богородиці св. Станіслава єпископа в Лютовиськах.
У 2013 році її разом з іншими дерев'яними православними церквами Польщі та України внесли до Списку світової спадщини ЮНЕСКО . Входить до Маршруту дерев'яної архітектури Підкарпаття.

## Історія

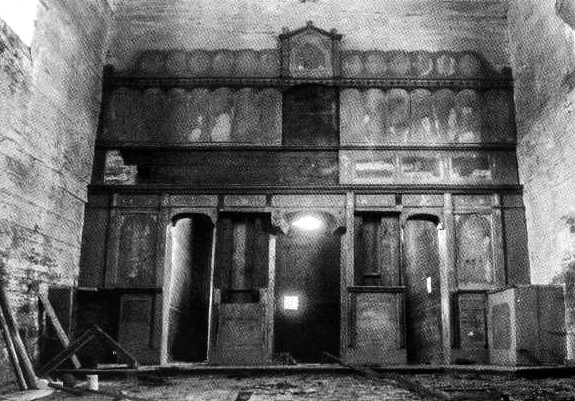
Зруйнований іконостас

Перша відома згадка про існування православної церкви у Смільнику походить із рекрутського реєстру Сяноцької землі 1589 року. Припускають, що дерев'яний храм міг бути зведений уже при заснуванні села, тобто після 1530 року. Найімовірніше церква постраждала від пожежі чи повені. Друга православна церква у Смільнику була заснована в 1602 році, а її парохом був Ян Гриневецький. Ця церква була спалена в жовтні 1672 року, швидше за все, внаслідок татарської навали. Після 1672 року була побудована ще одна дерев'яна церква в дещо іншому місці, щоб забезпечити кращий захист від вторгнень. Із 1697 року Перемишльська православна єпархія була підпорядкована уніатським структурам, а з цього року як така функціонувала Смільницька парафія.

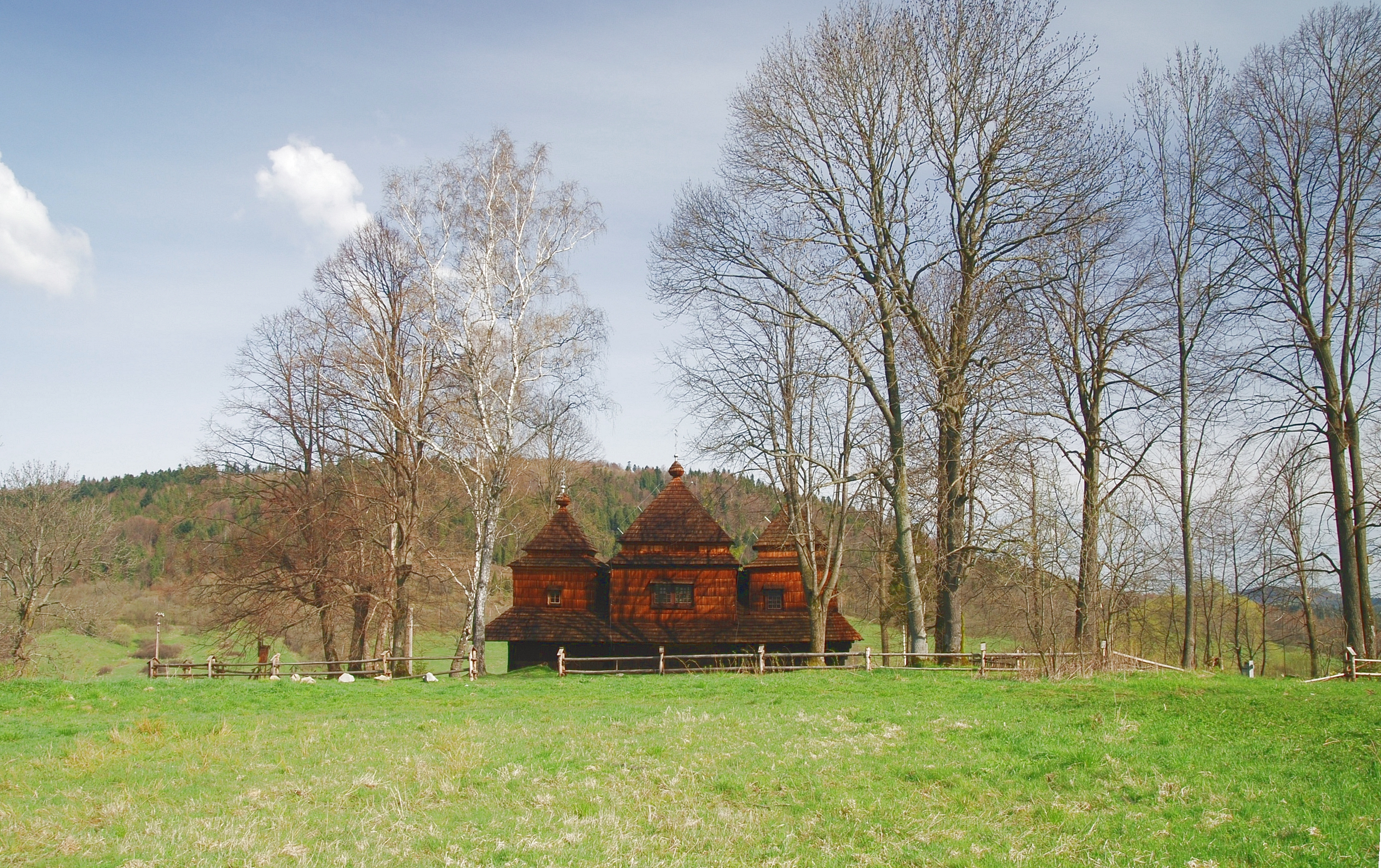
Загальний вигляд
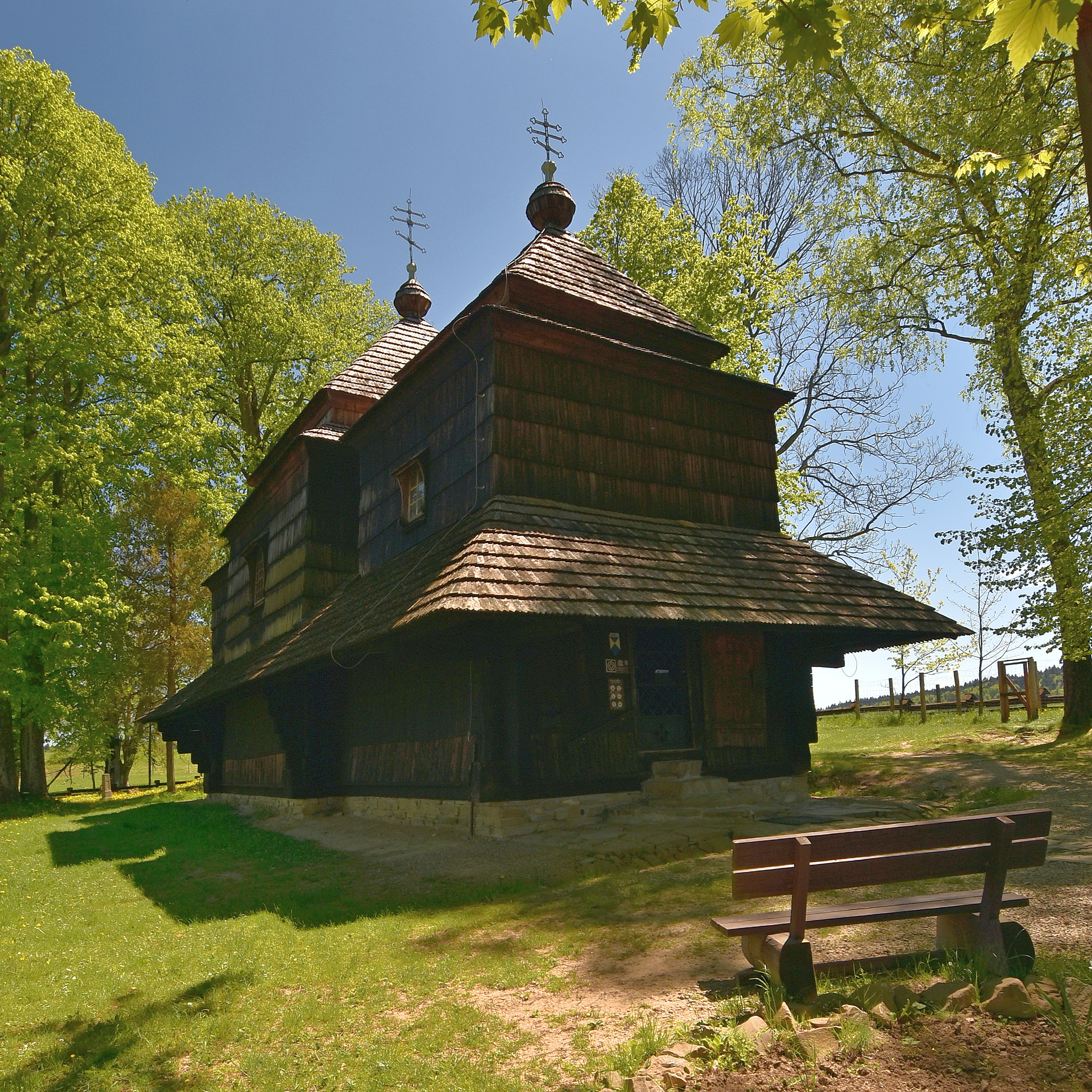
Передня висота
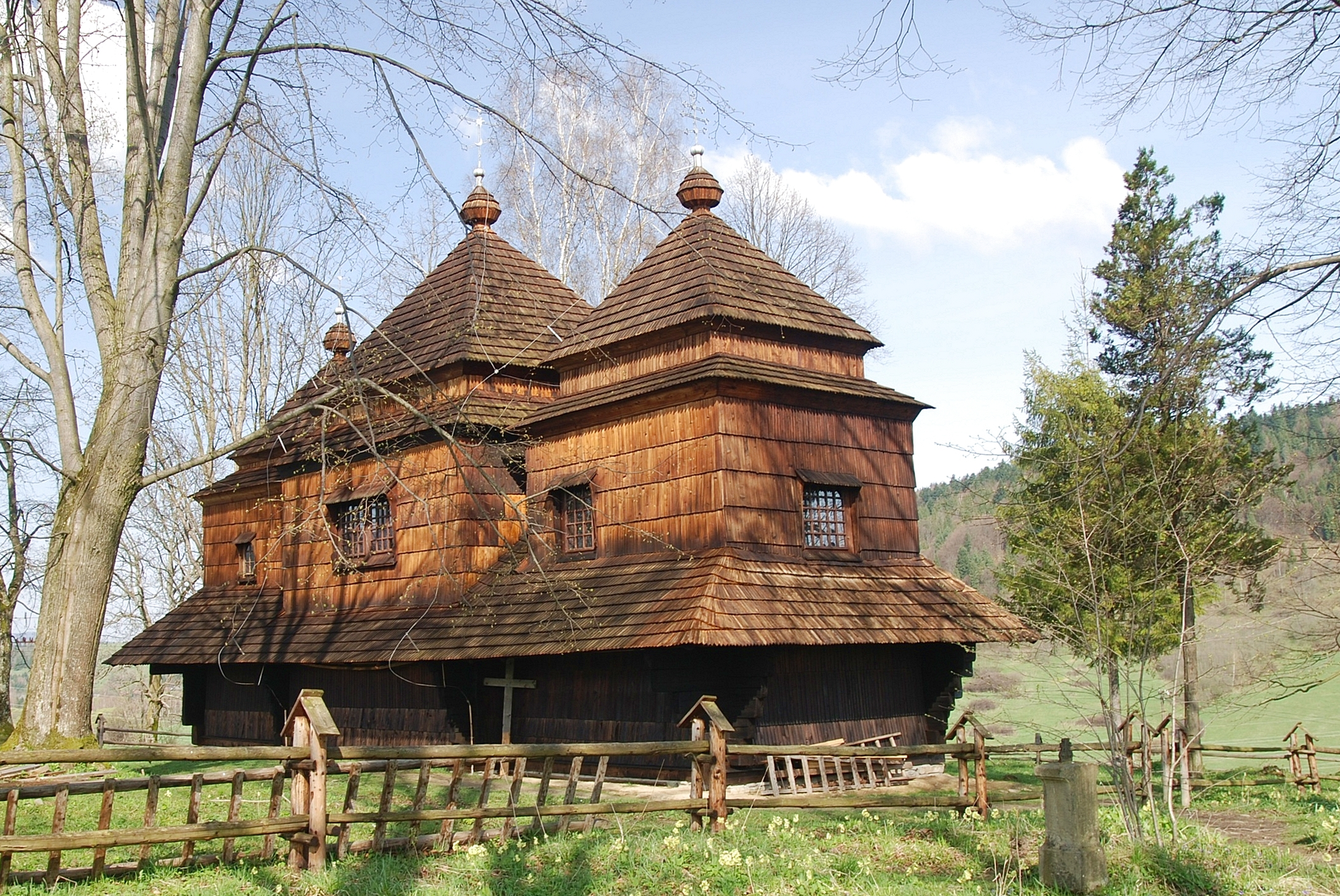

Будівництво нового, четвертого за рахунком храму було офіційно завершено 1 серпня 1791 року. Усе оздоблення старого храму було перенесено до нової церкви. Першим парохом костелу в 1791 році був Данило Гриневецький. Перший капітальний ремонт костелу було здійснено у 1921 році за значної фінансової підтримки місцевої громади. Гонтовий дах замінено на жерстяний та оновлено іконостас. Парафіяльним греко-католицьким храмом слугував до 1951 року (укладення угоди між ПНР і СРСР, унаслідок якої Смільник повернувся до кордонів Польщі, а місцеве населення переселено до УРСР). Занедбаний храм і церковний цвинтар були спустошені, пограбовані і перетворені на склад. У 1969—1970 роках проведено капітальний ремонт. 6 березня 1969 року костел було внесено до реєстру пам'яток, що мало сприяти можливості надання матеріальної допомоги та покращенню його становища. Частину оздоблення церкви у Смільнику було кваліфіковано для передачі до сховища церковних речей у Ланьцуті.
У вересні 1973 р., на замовлення міністра культури і мистецтва, було підготовлено висновок про технічний стан кількох історичних церков у тодішньому Кросненському воєводстві, у тому числі костелу у Смільнику. Церква мала бути в дуже хорошому технічному стані. Із 1970-х років ХХ ст. римо-католицька парафія намагалася заволодіти храмом. У 1974 році костел був офіційно переданий римо-католицькій парафії, яка пристосувала його для власних потреб, ввівши інший порядок всередині храму, розмиваючи його історичний вигляд, відображаючи літургійні традиції та культуру місцевого населення. У 2004—2005 роках проведено капітальний ремонт храму. У 2009 році розпочато консерваційні роботи над поліхромією на стінах і в куполі пресбітерію, упорядковано пресбітерій. На церковному цвинтарі, який неодноразово спустошувався, збереглося лише декілька надгробків.
21 червня 2013 року Смільницька православна церква була включена до Списку світової спадщини ЮНЕСКО.

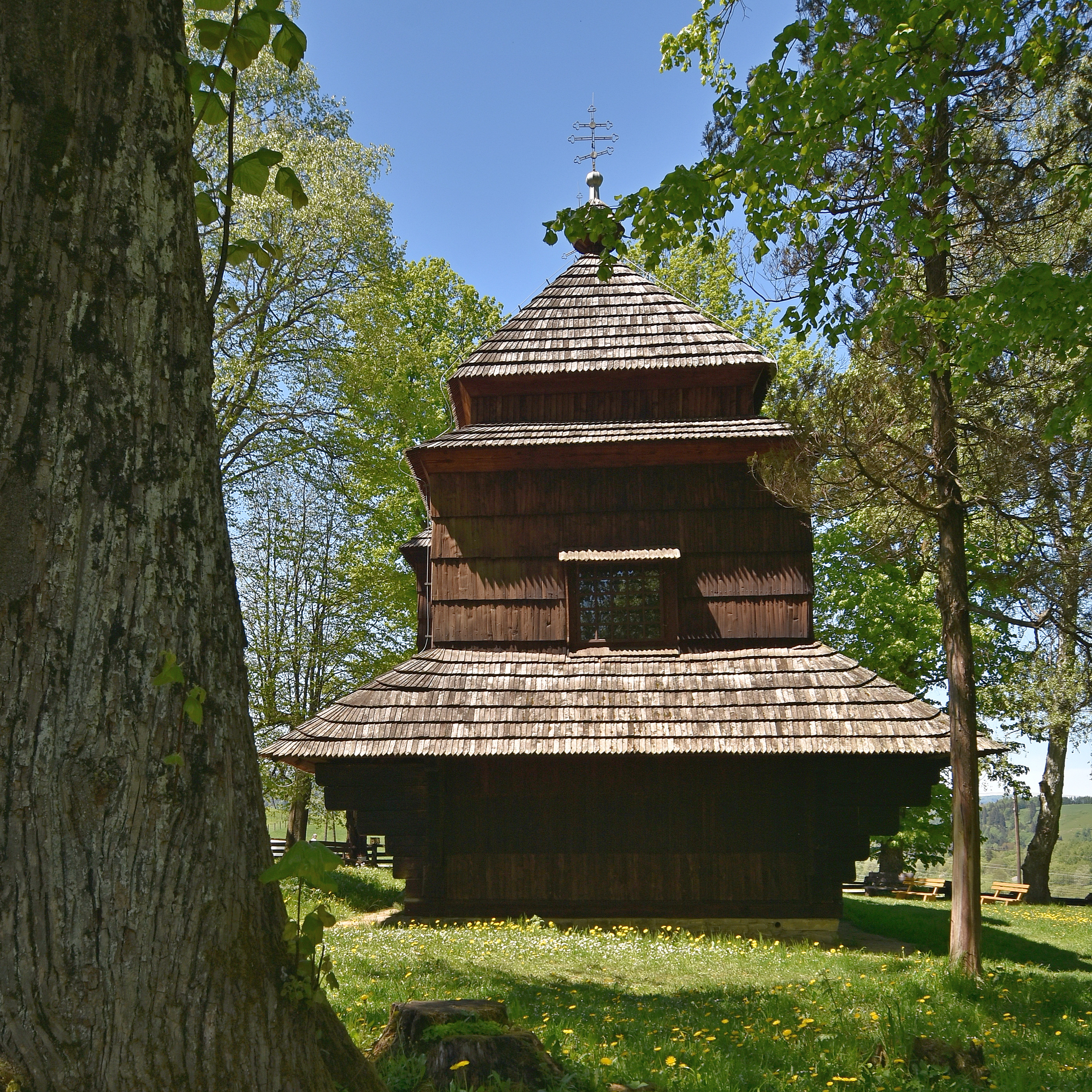
Східний фасад
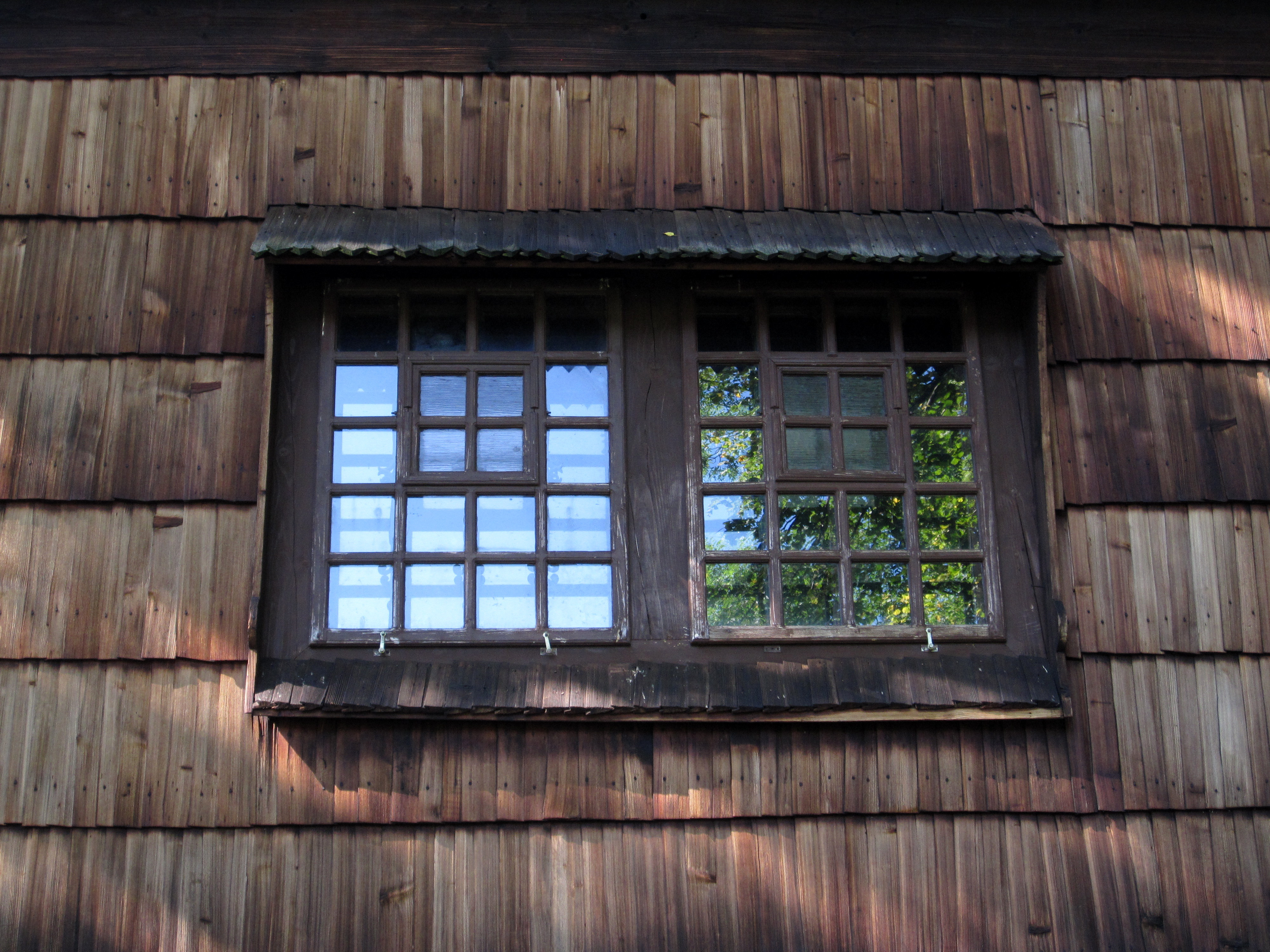
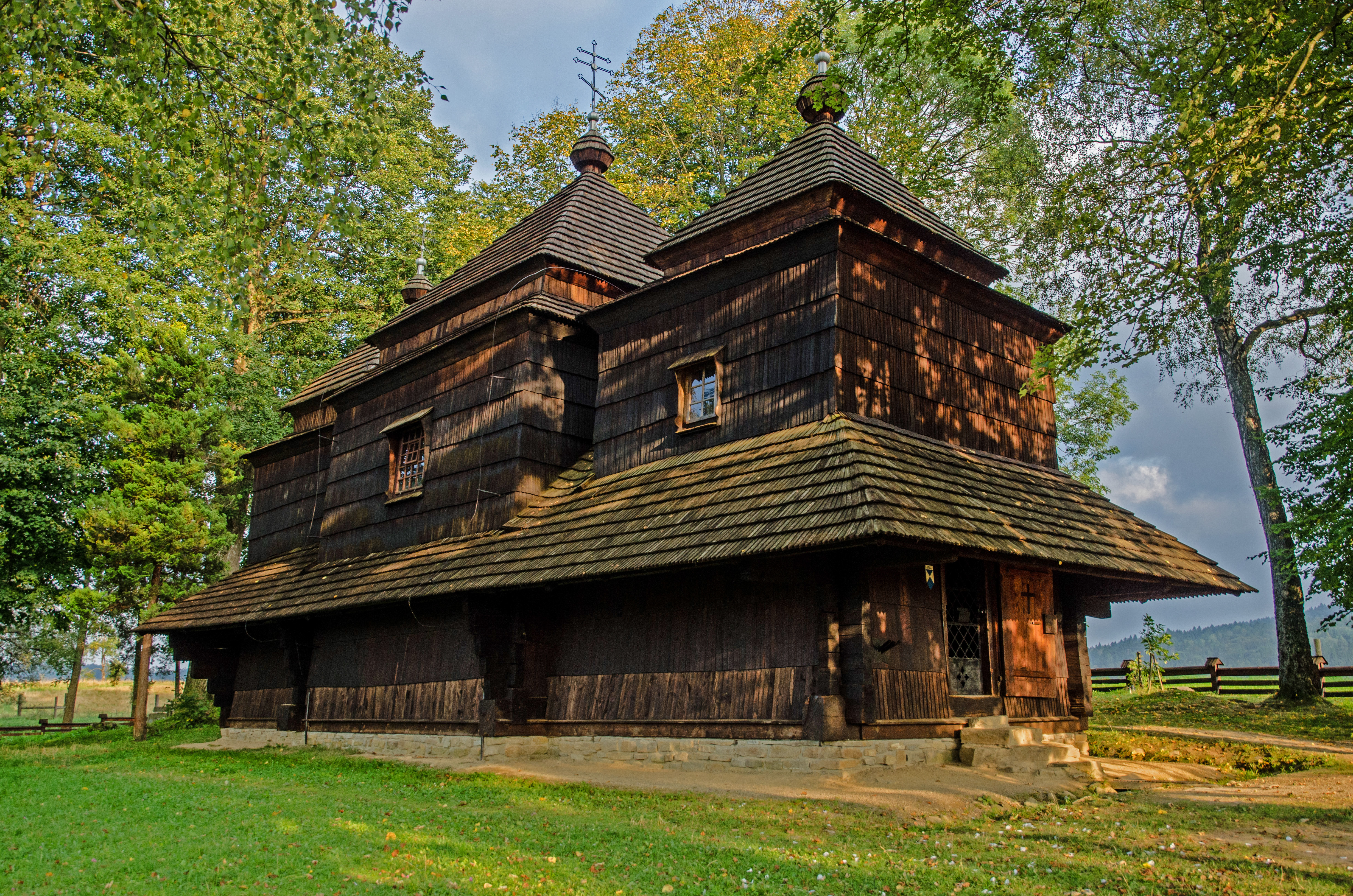
Північне підвищення

## Архітектура та оздоблення
Церква у Смільнику репрезентує бойківський тип. Сьогодні це єдина збережена культова споруда такого типу в Бещадах та одна з трьох у всій країні. Храм тридільний, з бабинцем, пресбітерієм і притвором однакової висоти, але неоднакової ширини — нава явно більша. Усі частини будівлі увінчані цибулеподібними куполами з хрестами на верхівках шатрових дахів. Все це оточене звисом.
Іконостас, який спочатку був у храмі, був зруйнований після 1951 року. Єдиним елементом первісного вигляду храму є фрагмент поліхромії із зображенням завіси, що підтримується ангелами, та порожніх картушів, на яких спочатку містилися постаті старозавітних пророків. Ікони «Успіння Пресвятої Богородиці» та «Богородиця Одигітрія» зі смільницької церкви 1547 року нині перебувають у Музеї українського мистецтва у Львові, а ікони «Деісусних апостолів» — у музеї в Ланьцуті.

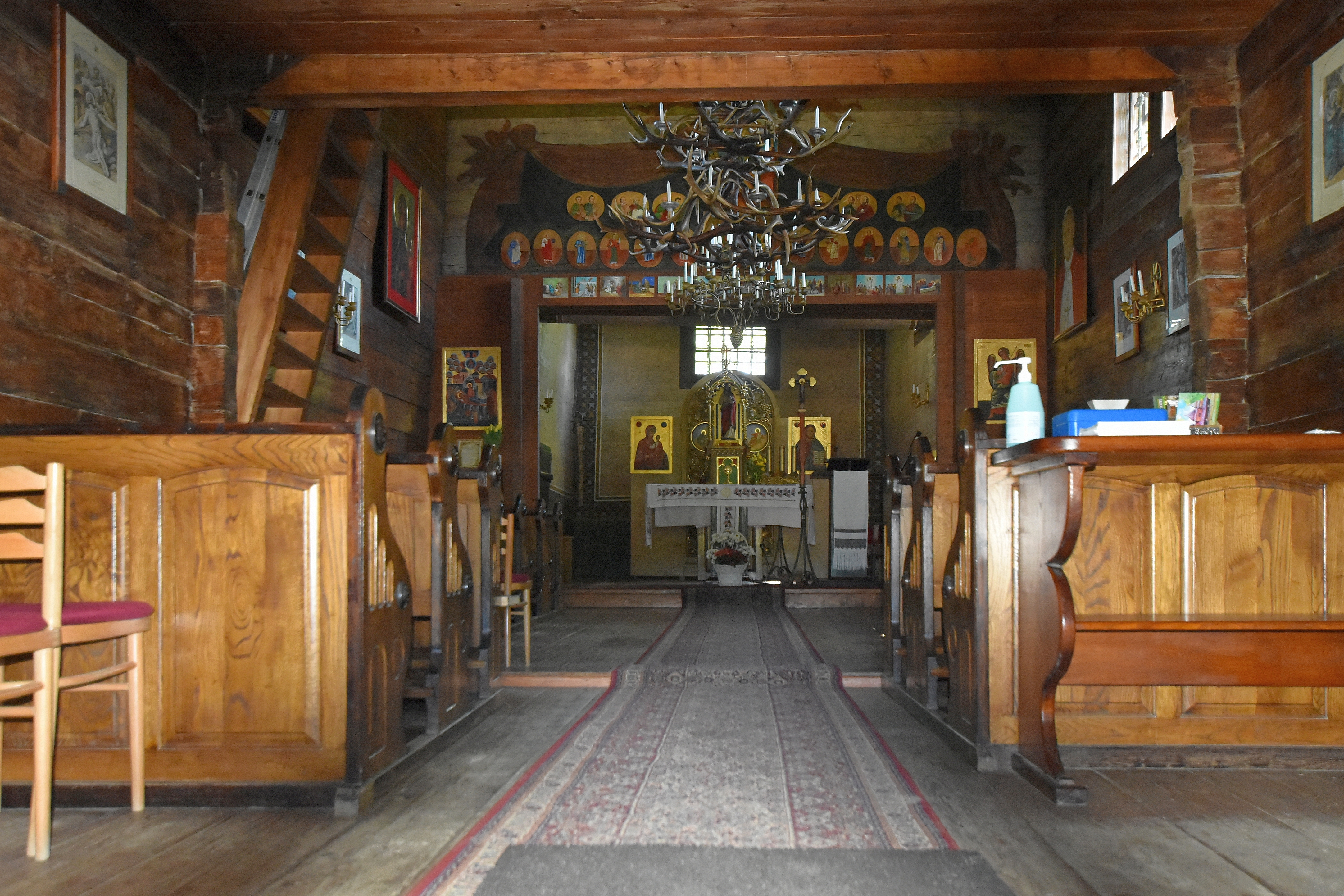
Інтер'єр
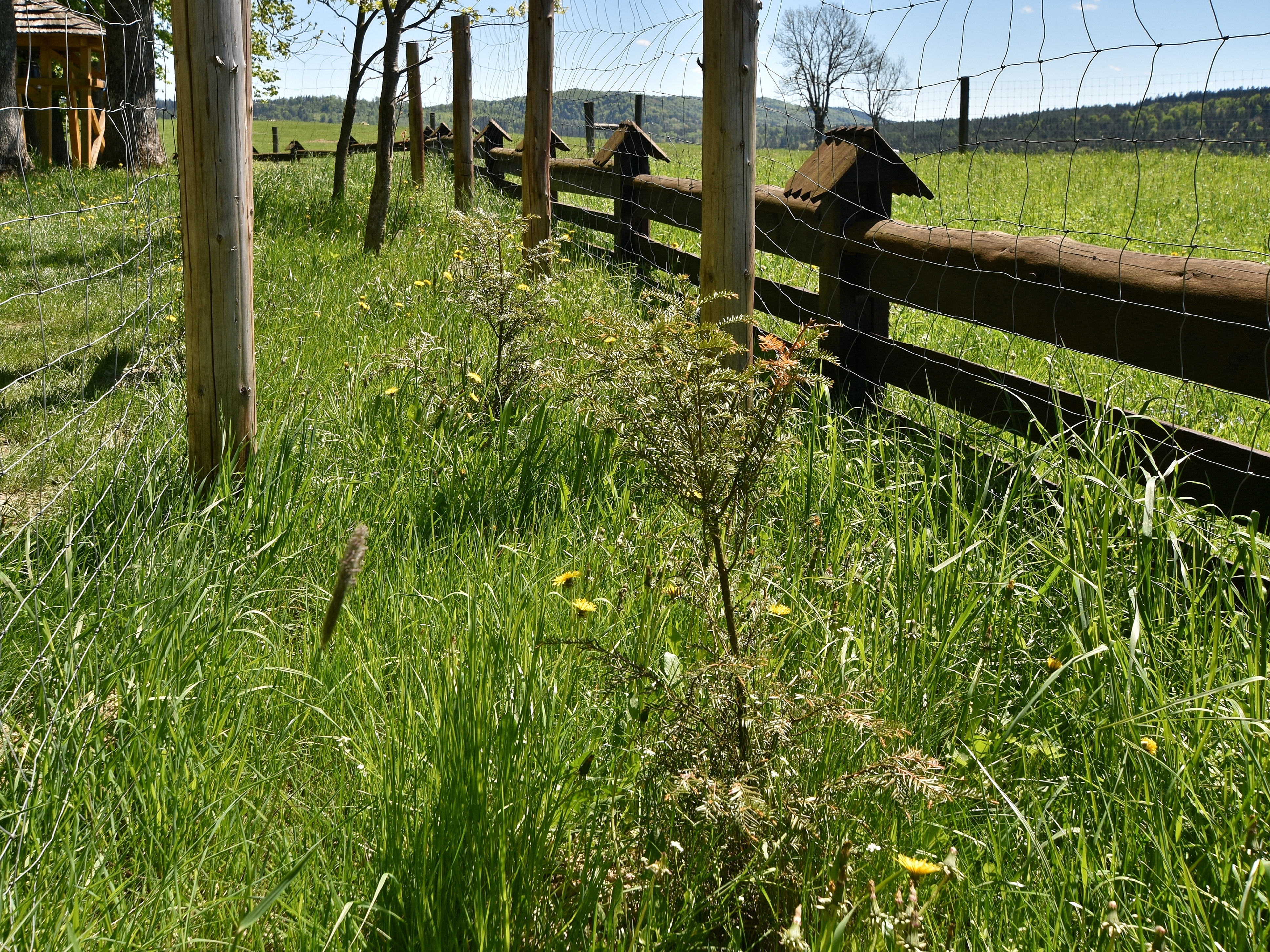
Оформлення, тис Бенедикт XVI
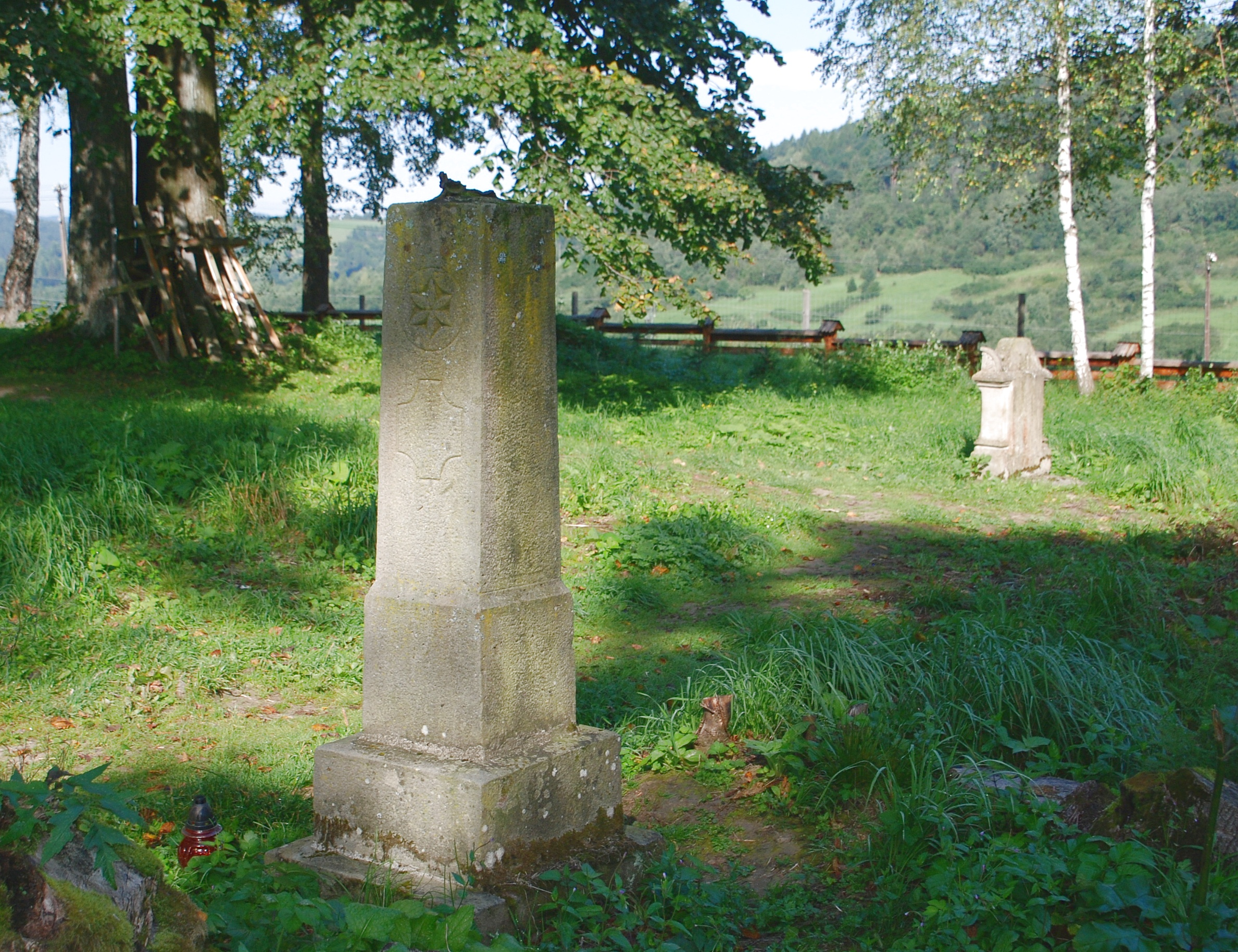
Навколо православна церква

## Виноски
1. ↑  1. Polska XVI wieku pod względem geograficzno-statystycznym. — Т. VII. — Сz. 2. Opisanie przez A. Jablonowskiego // Źródła dziejowe. — T. XVIII. — Cz. 1. — Warszawa 1902. — S. 56.
2. ↑  A. Fastnacht. Osadnictwo ziemi sanockiej w latach 1340—1650. — Wrocław, 1962. — S. 178, 265.
3. ↑  Zapis w aktach powizytacyjnych dekanatu zatwarnickiego z 1795 r. (ABGK — Archiwum Państwowe w Przemyślu)
4. ↑  AP Prz. — ABGK). — Sygn. 326. — S. 85.
5. ↑  Augustyn M., Szczerbicki A. Cerkiew w Smolniku… — str. 4.
6. ↑  CDIAUL. — F. 13. — Op. 1. — T. 1078. — S. 1001, 1012, 1245. Zob. też: Półćwiartek J. Zniszczenia ostatniego najazdu tatarskiego w 1672 r. na obszarze ziemi sanockiej (W aneksie Taryfa dymów ziemi sanockiej z 1674 roku) // Rocznik Historyczno-Archiwalny. — T. VII—VIII. — Przemyśl, 1994. — str. 18-33.
7. ↑  Gliwa M., «Na granicy światów. Cerkiew w Smolniku nad Sanem na tle losów mieszkańców Bieszczadów Zachodnich w XX w.» w: «ДРОГОБИЦЬКИЙ  КРАЄЗНАВЧИЙ ЗБІРНИК Засновано 1994 року Випуск XIV—XV», str. 314.
8. ↑  Akta wizytacyjne z 1795 roku (ABGK — Archiwum Państwowe w Przemyślu)
9. ↑  Gliwa M., «Na granicy światów. Cerkiew w Smolniku nad Sanem na tle losów mieszkańców Bieszczadów Zachodnich w XX w.» w «ДРОГОБИЦЬКИЙ  КРАЄЗНАВЧИЙ ЗБІРНИК Засновано 1994 року Випуск XIV—XV», str. 315.
10. ↑  Gliwa M., «Na granicy światów. Cerkiew w Smolniku nad Sanem na tle losów mieszkańców Bieszczadów Zachodnich w XX w.» w «ДРОГОБИЦЬКИЙ  КРАЄЗНАВЧИЙ ЗБІРНИК Засновано 1994 року Випуск XIV—XV», str. 316.
11. ↑  Na listę trafiły cztery XVI-wieczne ikony ze smolnickiej cerkwi, które dziś są przechowywane w Muzeum w Łańcucie (Archiwum Działu Sztuki Cerkiewnej Muzeum Zamek w Łańcucie, Dokumentacja wizytacyjna cerkwi dawnego województwa rzeszowskiego po 1958 r. (mps), b.p.). O akcji zob. szerz.: Tondos B. Ochrona cerkwi na graniach legalności // Losy cerkwi w Polsce po roku 1944. — Rzeszów, 1997. — S. 121—136.
12. ↑  AIPN Rz. — 62/131: Odpis opinii odnośnie stanu technicznego cerkwi zabytkowych w woj. krośnieńskim wg wskazań Wojewódzkiego Konserwatora Zabytków w Rzeszowie. — Warszawa, 15.IX.1973. — K. 21, 34.
13. ↑  Słownik Historyczno-Krajoznawczy Bieszczady — Gmina Lutowiska, Ustrzyki G. — Warszawa 1995, str. 363.
14. ↑  Gliwa M., «Na granicy światów. Cerkiew w Smolniku nad Sanem na tle losów mieszkańców Bieszczadów Zachodnich w XX w.» w «ДРОГОБИЦЬКИЙ  КРАЄЗНАВЧИЙ ЗБІРНИК Засновано 1994 року Випуск XIV—XV», str. 317.